# Walentina Prudskowa
Walentina Aleksandrowna Prudskowa (ros. Валентина Александровна Прудскова, ur. 27 grudnia 1938 w Jerszowie, zm. 23 sierpnia 2020 w Saratowie) – rosyjska florecistka reprezentująca ZSRR, dwukrotna medalistka olimpijska i wielokrotna medalistka mistrzostw świata.
Na igrzyskach olimpijskich w Rzymie w 1960 roku razem z Galiną Gorochową, Tatjaną Pietrienko, Walentiną Rastworową, Ludmiłą Sziszową i Aleksandrą Zabieliną zwyciężyła w zawodach drużynowych. Brała też udział w igrzyskach olimpijskich w Tokio w 1964 roku, gdzie reprezentacja ZSRR w składzie: Rastworowa, Pietrienko, Sziszowa, Prudskowa i Gorochowa zdobyła drużynowo srebrny medal. W rywalizacji indywidualnej odpadła w ćwierćfinałach.
Podczas mistrzostw świata w Filadelfii w 1958 roku razem z Gorochową, Rastworową, Zabieliną i Emmą Jefimową zwyciężyła w turnieju drużynowym. W tej samej konkurencji zdobywała także złote medale na mistrzostwach świata w Turynie (1961), mistrzostwach świata w Paryżu (1965) i mistrzostwach świata w Moskwie (1966) oraz srebrne na mistrzostwach świata w Budapeszcie (1959) i mistrzostwach świata w Buenos Aires (1962). Ponadto zdobyła również brązowy medal w turnieju indywidualnym na MŚ 1965, plasując się za Galiną Gorochową i Rumunką Olgą Szabó-Orbán.
Kilkukrotnie zdobywała indywidualne medale mistrzostw ZSRR: srebrny w 1964 roku oraz brązowe w latach 1957, 1958 i 1960. W 1969 roku została trenerką w szkole szermierki w Saratowie. Odznaczona Orderem „Znak Honoru” i Medalem „Za pracowniczą wybitność”